# Варта (волейбольний клуб, Заверці)
ВК Варта (Заверці) (пол. Warta Zawierce) — команда волейбольної секції польського багатосекційного спортивного клубу «Варта» з міста Заверців, яка виступає в польській Плюс Лізі. Прізвисько — «юрайські рицарі».

## Назви
- 1972–1980: Międzyzakładowy Klub Sportowy Warta Zawiercie
- 1980–1991: Międzyzakładowy Robotniczy Klub Sportowy Warta Zawiercie
- 1991–1993: Miejski Klub Sportowy Warta Zawiercie
- 1993–1995: Klub Sportowy CTH Warta Zawiercie
- 2011–2014: Klub Siatkarski Aluron Warta Zawiercie
- 2014–2019: Klub Siatkarski Aluron Virtu Warta Zawiercie
- 2019–2020: Klub Siatkarski Aluron Virtu CMC Zawiercie
- 2020–: Klub Siatkarski Aluron CMC Warta Zawiercie

## Історія
У сезоні 2016—2017 команда виборола першість у Таурон Лізі (Tauron Liga), здобувши право в наступному сезоні грати в  Плюс Лізі.
Український клуб «Барком-Кажани» зі Львова уперше здолав «Варту» в домашньому матчі Плюс Ліги, який відбувся 11 лютого 2024 року у Велюні, з рахунком 3:2 (18:25, 27:25, 29:31, 25:19, 16:14). У складі гостей не грав Матеуш Бенек. 
Голова правління — Криспін Баран.

### Досягнення
- володар Кубка Польщі 2024[4][5],
- бронзовий призер Плюс Ліги 2022.

## Люди

### Наставники
- Міхал Вінярський
- Іґор Колакович
- Марк Лебедєв

### Поточний склад
Сезон 2023—2024
2.  Бартош Кволек. 4.  Люк Перрі. 5.  Мілош Зніщол. 6.  Маріуш Шамлевський. 7.  Шимон Ґреґорович. 8.  Томаш Калембка. 9.  Данієль Ґонсьор. 10.  Тібо Россар. 13.  Семюел Купер. 15.  Міґел Тавареш Родріґеш. 17.  Тревор Клевено. 18.  Міхал Козловський. 20.  Матеуш Бенек. 21.  Кароль Бутрин. 25.  Міхал Шаляха. 32.  Войцех Шельонґ. 99.  Патрик Лаба.